# Vladimir Bokes
Vladimir Bokes (født 11. januar 1946 i Bratislava, Slovakiet, død 2. juli 2024) var en slovakisk komponist, cellist, professor, og lærer.
Bokes studerede cello på Musikkonservatoriet i Bratislava, og studerede herefter komposition på College of Performing Arts med Dezider Kardos og Alexander Moyzes.
Han skrev 5 symfonier, orkesterværker, koncerter, kammermusik, vokalværker etc.
Bokes underviste som lærer og professor på Musikkonservatoriet i Bratislava og på College of Performing Arts.

## Udvalgte værker
- Symfoni nr. 1 (1970) - for orkester
- Symfoni nr. 2 (1978) - for orkester
- Symfoni nr. 3 (1980) - for orkester
- Symfoni nr. 4 (1982) - for orkester
- Symfoni nr. 5 (1987) - for orkester
- Klaverkoncert (1976) - for klaver og orkester